# 弗赖斯卡巴代斯
弗赖斯卡巴代斯（法語：Fraisse-Cabardès，法語發音：[fʁɛs kabaʁdɛs] ⓘ）是法国奥德省的一个市镇，位于该省北部，属于卡尔卡松区。

## 地理
弗赖斯卡巴代斯（43°19'31"N, 2°16'17"E）面积7.13 平方千米，位于法国奧克西塔尼大區奥德省，该省份为法国南部沿海省份，北起塔恩省，西北接上加龙省，西接阿列日省，南至东比利牛斯省，东临地中海，东北与埃罗省接壤。
与弗赖斯卡巴代斯接壤的市镇（或旧市镇、城区）包括：阿拉贡、布鲁斯和维拉雷、屈克萨克卡巴代斯、蒙托略、维拉尔多内勒、丰捷卡巴代斯。

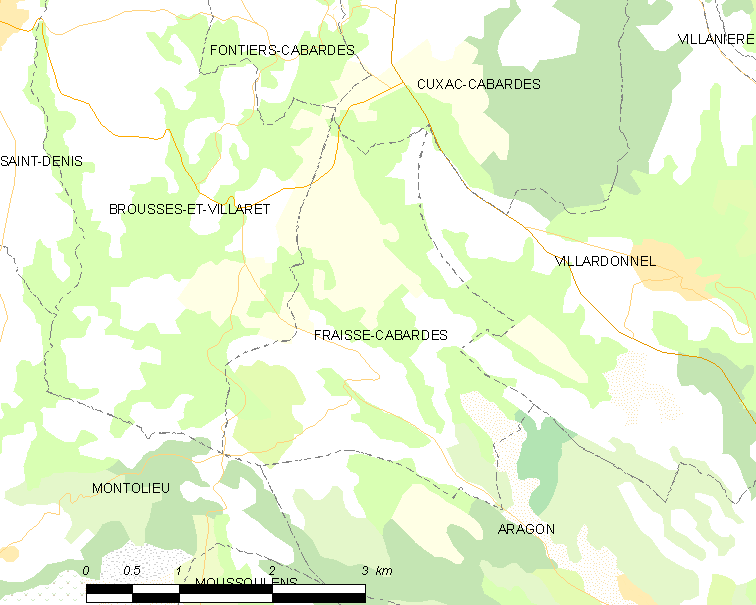
弗赖斯卡巴代斯的OSM定位图

弗赖斯卡巴代斯的时区为UTC+01:00、UTC+02:00（夏令时）。

## 行政
弗赖斯卡巴代斯的邮政编码为11600，INSEE市镇编码为11156。

## 政治
弗赖斯卡巴代斯所属的省级选区为努瓦尔山区拉马勒佩尔县。

## 人口

1962-2008年间弗赖斯卡巴代斯人口变化图示

弗赖斯卡巴代斯于2022年1月1日时的人口数量为104人。